# Віра Віджая
Віра Віджая або Віра Віджая Буккарая III — правитель Віджаянагарської імперії з династії Сангама. 

## Життєпис
Другий син Деварая I. 1422 року змінив на троні брата Рамачандру. Панував 6 місяців. Нічого не відбулося значного. Йому 1423 року спадкував син Деварая II.